# 木宮泰彦
木宮泰彦（きみや やすひこ、1887年10月15日 - 1969年10月30日）は、日本の歴史学者、教育家。

## 概要

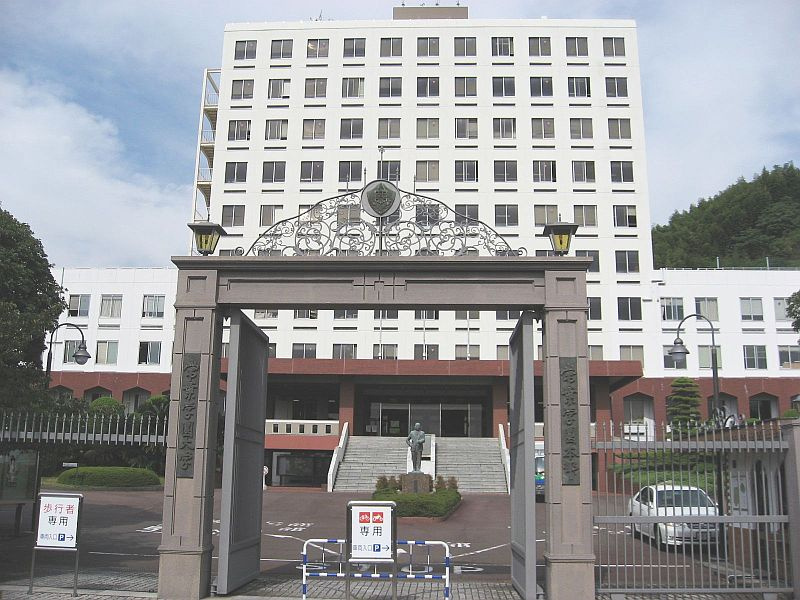
常葉学園大学瀬名キャンパスの本館前には木宮泰彦の像が建立されている

静岡県浜名郡入野村（現・浜松市中央区）に、龍雲寺 (浜松市)の二男として生まれる。1913年東京帝国大学文学部国史学科卒、京都帝国大学大学院を経て、1920年山形高等学校教授、1923年水戸高等学校教授、1927年静岡高等学校教授となり、1946年同校長事務取扱を最後に退官し、静岡に静岡女子高等学院（のち学校法人常葉大学）を創立。1959年同理事長となり、1966年常葉女子短期大学を設立し、学長を務めた。日中関係史の研究で知られる。子に木宮和彦がいる。

## 著書
- 『栄西禅師』丙午出版社 禅門叢書 1916　国書刊行会、1977
- 『おもしろい日本歴史の話』冨山房 1920
- 『参考日本通史』冨山房 1923
- 『日支交通史』金刺芳流堂 1926-27
- 『日本古印刷文化史』冨山房 1932　吉川弘文館、2016
- 『日支文化交渉一覧図と年表』冨山房 1940
- 『日本喫茶史』冨山房百科文庫 1940
- 『日本民族と海洋思想』刀江書院 1942
- 『日華文化交流史』冨山房 1955　吉川弘文館、2024復刊（解説…若松大祐）ISBN　9784642016711
- 『常葉 創立者の自伝と学園の歴史』常葉編集委員会 1983

### 記念文集
- 『故木宮泰彦先生八十二年の生涯 "私の歩いた途"より』木宮泰彦先生葬儀委員会 1969